# Argyreus niphe
Argyreus niphe är en fjärilsart som beskrevs av Carl von Linné 1767. Argyreus niphe ingår i släktet Argyreus och familjen praktfjärilar. Inga underarter finns listade i Catalogue of Life.